# Martino da Parma
Martino da Parma, della famiglia da Puzolerio (Parma, inizio XIII secolo – Mantova, 24 luglio 1268), è stato un vescovo cattolico italiano.

## Biografia
Il vescovo di Mantova Martino da Parma, in passato venerato come beato, è così descritto nella Cronica del parmense Salimbene de Adam, che lo conobbe: “Fu un uomo raffinato, modesto, benevolo, disinteressato e generoso. Offriva volentieri da mangiare agli altri in modo cortese e dignitoso, ed era un gran bevitore”.
Fu canonico parmense e cappellano pontificio, forse appartenente alla famiglia de Pizoleriis o da Puzolerio. Tuttavia, gli antichi storici di Mantova fino almeno al Maffei compreso (XVII secolo) erano convinti che questo vescovo appartenesse alla casa dei conti di Casaloldo. Il medesimo Maffei afferma che il vescovo Martino, salito a quella dignità nel 1252, era nato “della nobilissima Famiglia de'Conti Casaloldi”, avendo però come fonte solamente quanto “fu lasciato scritto, e dipinto nella Sala de' Vescovi mantovani dal gran Servo di Dio Francesco Gonzaga”, cioè l'iscrizione fatta eseguire nell'anno 1606 dal vescovo mantovano dell'epoca, da cui egli trae la notizia che proverebbe la provenienza di Martino dai Casaloldi: B. Martinus Parmensis ex Comitibus Casaloldis.
Fu solo il parmigiano padre Ireneo Affò, alla fine del XVIII secolo, a provare con buone ragioni che Martino da Parma, vescovo di Mantova dal 1252 al 1268, non apparteneva alla famiglia Casaloldi.
Lo storico mantovano Maffei riporta una lettera inviata a Martino di Parma nell'anno della sua elezione a vescovo mantovano, il 1252, da papa Innocenzo IV: era stato proprio il pontefice a decidere l'elevazione del precedente vescovo di Mantova, Giacomo dalla Porta, alla dignità di cardinale e vescovo di Porto, presso Roma, e la sua sostituzione appunto con Martino, già prevosto di Parma e cappellano pontificio.
Appena eletto, nel maggio 1252, non solo si preoccupò di riunire i propri vassalli per riaffermare i diritti del vescovato, ma anche, nel dicembre di quello stesso anno, faceva includere negli Statuti cittadini le Costituzioni di Innocenzo III e di Federico II contro gli eretici. Scomparsi i due grandi campioni del ghibellinismo, Federico II ed Ezzelino da Romano, la Chiesa locale poteva attendere con relativa tranquillità al proprio assestamento.
Divise i beni capitolari in prebende; diede le costituzioni ai canonici, ai religiosi dell'Ospedale di S. Gervasio, forse anche ai sacerdoti della città. Fu anche legato pontificio.
Negli Statuti Bonacolsiani si accenna alla morte di Martino, avvenuta il 24 luglio 1268, come all'epoca in cui furono regolati i diritti feudali, e fu messo fine al processo d'allodiazione, tramite la decisione di porre fine all'alienazione del patrimonio vescovile..
Secondo alcune notizie riferite da Maffei, all'inizio del Seicento i resti di Martino furono trasferiti dal vescovo Francesco Gonzaga in un sepolcro nella chiesa di San Marco a Mantova, su cui fu fatta incidere l'iscrizione.
(Scipione Agnello Maffei)

## Genealogia episcopale
La genealogia episcopale è:
- Papa Innocenzo IV
- Vescovo Martino da Parma